# Ciberterrorismo
Ciberterrorismo é o uso da Internet para realizar atos violentos que resultam em, ou ameaçam, perda de vidas ou danos corporais significativos, a fim de obter ganhos políticos ou ideológicos por meio de ameaça ou intimidação. Às vezes, também é considerado um ato de terrorismo na Internet em que atividades terroristas, incluindo atos de interrupção deliberada e em larga escala das redes de computadores, especialmente de computadores pessoais conectados à Internet, por meio de ferramentas como vírus de computador, worms, phishing e outros métodos maliciosos de software e hardware e scripts de programação.
Ciberterrorismo é um termo controverso. Alguns autores optam por uma definição muito restrita, relacionada à implantação por organizações terroristas conhecidas de ataques de interrupção contra sistemas de informação com o objetivo principal de criar alarme, pânico ou perturbação física. Outros autores preferem uma definição mais ampla, que inclui crimes cibernéticos. A participação em um ataque cibernético afeta a percepção da ameaça terrorista, mesmo que isso não seja feito com uma abordagem violenta. Por algumas definições, pode ser difícil distinguir quais instâncias de atividades online são ciberterrorismo ou cibercrime.
O ciberterrorismo também pode ser definido como o uso intencional de computadores, redes e internet pública para causar destruição e danos para objetivos pessoais. Os ciberterroristas experientes, que são muito hábeis em termos hackers, podem causar danos maciços a sistemas governamentais, registros hospitalares e programas de segurança nacional, o que pode deixar um país, comunidade ou organização em crise e com medo de novos ataques. Os objetivos de tais terroristas podem ser políticos ou ideológicos, pois isso pode ser considerado uma forma de terror.
Há muita preocupação das fontes governamentais e da mídia sobre os possíveis danos que podem ser causados pelo ciberterrorismo, e isso levou a esforços de agências governamentais, como o Federal Bureau of Investigation (FBI) e a Central Intelligence Agency (CIA), para pôr fim a ataques cibernéticos e ciberterrorismo.
Houve vários casos principais e menores de ciberterrorismo. A Al-Qaeda utilizava a Internet para se comunicar com os apoiadores e até para recrutar novos membros. A Estônia, um país do Báltico que está em constante evolução em termos de tecnologia, tornou-se um campo de batalha pelo ciberterror, em abril de 2007, após disputas sobre a remoção de uma estátua soviética da Segunda Guerra Mundial localizada na capital da Estônia, Tallinn.

## Método
Crimes cibernéticos acontecem a todo momento na rede mundial que chamamos de internet, estamos cercados de cibercriminosos que á todo momento estão em busca de obter dados pessoais de suas vítimas.
De acordo com a empresa de antivírus Kaspersky os crimes cibernéticos são uma forma de uma prática criminosa que consiste em fazer um computador ou uma rede de computadores e até mesmo dispositivos conectados à essa rede de reféns. Esses criminosos se organizam muitas vezes em grupos ou sozinhos.
Os tipos de crimes mais comuns interceptados por antivírus como o Kaspersky são : Fraude de e-mails, falsificação de identidades, roubo de dados pessoais, roubo de dados empresariais, extorsão, chantagem, ataques via trojans, ransomware, violação de direitos autorais, espionagem, venda de produtos ilegais, venda de conteúdo pornográfico infantil dentre outras práticas utilizadas por essas pessoas ou grupos.

## Ameaça
A Internet torna-se uma poderosa arma digital na mão dos ciberterroristas. Assim como vários países espalhados pelo mundo, os Estados Unidos atentam para o perigo dos ataques virtuais. Como os ciberterroristas conseguem acessar qualquer informação dos sistemas do governo, o terrorismo pela Internet é considerado uma ameaça para a integridade do Estado. Steven Chabinsky, o diretor do FBI responsável pela investigação dos cibercrimes, considera que o ciberterrorismo afeta a própria existência do país. Diz que outros governos e seus hackers podem estar interessados em enfraquecer os EUA, e que o ciberterrorismo está cada vez mais envolvido com o crime organizado. Afirma que a investigação do ciberterrorismo é a prioridade do FBI. O governo britânico também tem sido acusado de facilitar a criação de contas de twitter "jihaddistas".

## Preparação para uma possível Ciberguerra
Os serviços de segurança das principais potências mundiais já se preparam para a ciberguerra, investindo em sistemas de segurança para prevenção de novos ataques. A Interpol, serviço que integra polícias de diferentes países, propôs, em 2010, a criação de um sistema global de identidade.  O assunto, tratado em uma conferência realizada em Hong Kong tratou de soluções para prevenção do ciberterrorismo. O secretário-geral da Interpol, Ronald K. Noble, afirma que a dificuldade de identificação na rede agrava ainda mais a situação, considerando o encorajamento de hackers. O secretário-geral afirma que as polícias precisam de um canal seguro para se comunicar, livre de ciberterroristas.

No Brasil, autoridades e pessoas relacionadas à área de segurança virtual clamam para que a Internet deixe de ser um território "sem lei". Por enquanto, o que mais recebe atenções na Internet são imagens e outros conteúdos com direitos autorais que são trocadas ilegalmente pela rede. Em muitos países as leis de direitos autorais estão em vigor, no Brasil porém, não há fiscalização na prática e esses arquivos são trocados livremente. Vários governos pelo mundo já se movimentam contra a pirataria on-line e o ciberterrorismo, propondo formas para que as leis normais sejam aplicadas também na Internet. Essa intenção pela regulamentação e controle do uso da Internet, tornou-se evidente no caso WikiLeaks. A lei começa a tornar-se mais presente no mundo virtual. Há a clara intenção de que as operadoras telefônicas cadastrem o IP de seus usuários para que a identificação de crimes na Internet seja feita de forma mais rápida, porém, não há nenhum projeto confirmado.